# Jascha Heifetz
Jascha Heifetz (/ˈhaɪfɪts/; 2 tháng 2 [lịch cũ 20 tháng 1] năm 1901 – 10 tháng 12 năm 1987) là một nghệ sĩ vĩ cầm người Mỹ gốc Nga. Ông sinh ra ở Vilna (nay là Vilnius). Khi còn là một thiếu niên, ông đã chuyển đến Hoa Kỳ, nơi ông được đón nhận nồng nhiệt với tác phẩm biểu diễn đầu tay ở Carnegie Hall. Ông là một nghệ sĩ điêu luyện từ khi còn rất nhỏ. Fritz Kreisler, một nghệ sĩ vĩ cầm hàng đầu khác của thế kỷ 20, đã nói khi nghe Heifetz ra mắt công chúng rằng "Chúng tôi cũng có thể lấy cần đàn của mình và bẻ gãy chúng trên đầu gối. Ông có một sự nghiệp biểu diễn lâu dài và gặt hái nhiều thành công. Tuy nhiên sau một chấn thương ở tay phải (tay cầm vĩ), ông đã tập trung chuyển sang giảng dạy.
Những năm cuối đời, Heifetz trở thành một giáo viên tận tụy và là nhà đấu tranh cho các hoạt động chính trị xã hội. Ông công khai ủng hộ việc thiết lập số 911 là một số điện thoại khẩn cấp, và nỗ lực vì không khí môi trường trong sạch. Ông và các sinh viên của mình tại Đại học Nam California đã phản đối môi trường khói bụi bằng cách đeo mặt nạ phòng độc. Vào năm 1967, ông biến chiếc xe chở khách Renault của mình thành một chiếc xe điện.

## Cuộc sống đầu đời
Heifetz sinh ra trong một gia đình Nga gốc Do Thái ở Vilnius nằm ở Đế quốc Nga, nay là Lithuania.
Cha của ông, Reuven Heifetz, là một giáo viên dạy vĩ cầm ở địa phương và từng là người chỉ huy trưởng những buổi hòa nhạc của Dàn nhạc Nhà hát Vilnius trong một mùa trước khi nhà hát đóng cửa. Khi Jascha còn là một đứa trẻ sơ sinh, cha ông đã làm một loạt các bài kiểm tra, quan sát cách con trai mình phản ứng với cách chơi đàn của mình. Điều này đã thuyết phục cha ông rằng Jascha có tiềm năng rất lớn, và trước khi Jascha lên hai tuổi, cha đã mua cho ông một cây vĩ cầm nhỏ và dạy ông cách cầm vĩ và bấm ngón đơn giản.
Năm bốn tuổi, ông bắt đầu được học với Elias Malkin. Ra mắt công chúng lần đầu năm 7 tuổi ở Kovno (nay là Kaunas, Lithuania) khi chơi Concerto cho vĩ cầm cung Mi thứ của Felix Mendelssohn, ông là một thần đồng. Năm 1910, ông vào Nhạc viện Saint Petersburg để theo học Ovanes Nalbandian và sau đó là Leopold Auer.
Ông cũng từng biểu diễn ở ở Đức và Scandinavia. Ông gặp Fritz Kreisler lần đầu tiên tại một ngôi nhà riêng ở Berlin, trong một buổi họp báo riêng vào ngày 20 tháng 5 năm 1912. Ngôi nhà này của Arthur Abell, một nhà phê bình âm nhạc nổi tiếng ở Berlin cho tạp chí Mỹ Musical Courier. Trong số các nghệ sĩ vĩ cầm nổi tiếng khác tham dự có Fritz Kreisler. Sau khi Heifetz, lúc đó mới 12 tuổi biểu diễn bản concerto cho vĩ cầm nổi tiếng của Mendelssohn, Abell cho biết rằng Kreisler đã nói với tất cả những người có mặt: Chúng tôi cũng có thể lấy cần đàn của mình và bẻ gãy chúng trên đầu gối...
Heifetz đã đến thăm và lưu diễn gần hết châu Âu khi vẫn còn ở tuổi thiếu niên. Vào tháng 4 năm 1911, ông biểu diễn trong một buổi hòa nhạc ngoài trời ở St.Petersburg trước 25.000 khán giả. Buổi hòa nhạc đã có ảnh hưởng lớn đến mức các nhân viên cảnh sát cần phải bảo vệ người nghệ sĩ vĩ cầm trẻ tuổi sau buổi hòa nhạc. Năm 1914, ông biểu diễn với Dàn nhạc giao hưởng Berlin do Arthur Nikisch chỉ huy trưởng. Arthur Nikisch nói rằng ông chưa bao giờ nghe thấy một nghệ sĩ vĩ cầm xuất sắc như vậy.

## Sự nghiệp

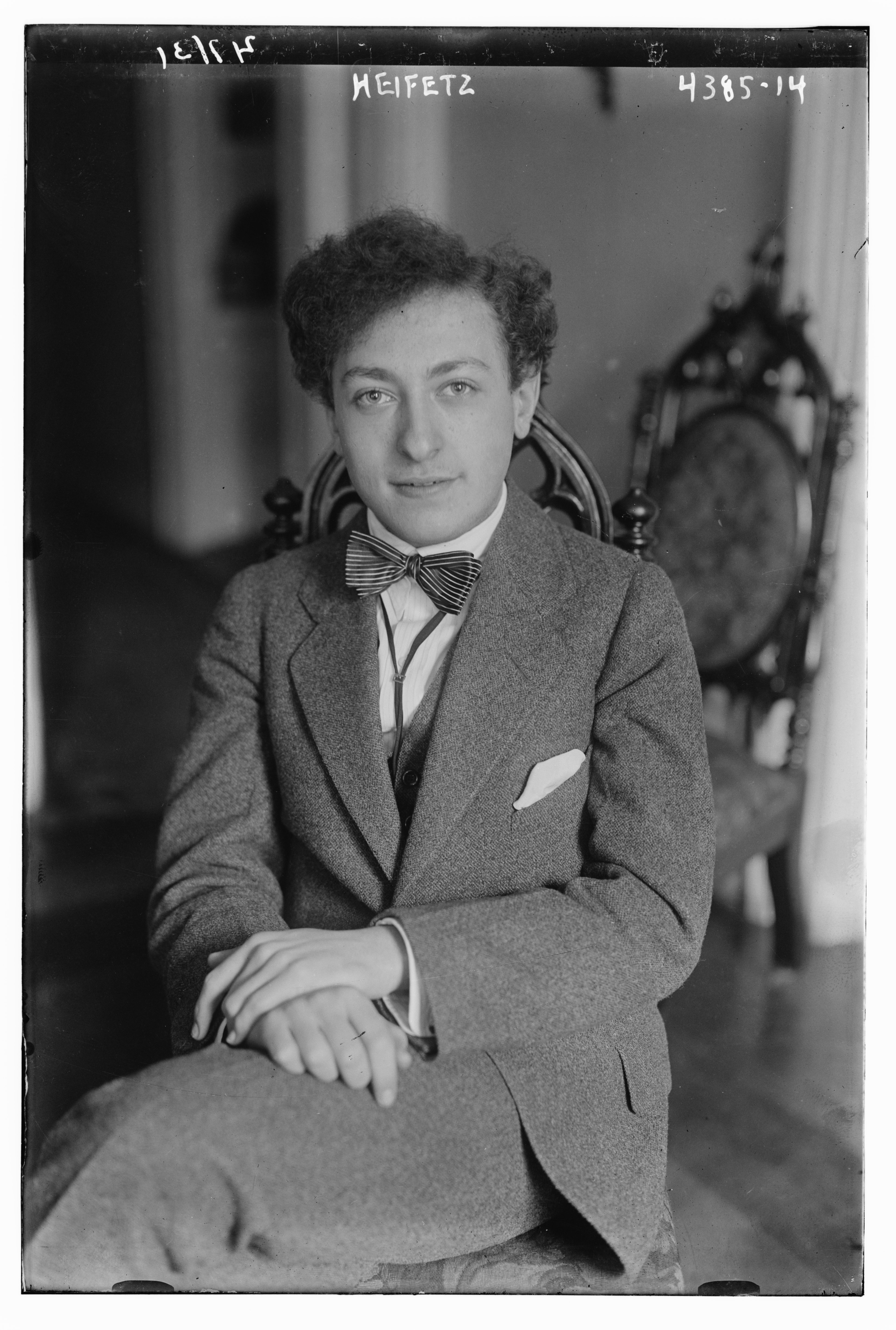
Chân dung khoảng năm 1917

Heifetz và gia đình rời Nga vào năm 1917 và di chuyển bằng đường sắt đến vùng viễn đông của Nga. Sau đó gia đình ông đến San Francisco bằng tàu thủy. Vào ngày 27 tháng 10 năm 1917, lần đầu tiên biểu diễn ở Hoa Kỳ tại Carnegie Hall, ông đã trở thành một sự kiện gây chú ý ngay lập tức. Nghệ sĩ vĩ cầm Mischa Elman trong khán phòng hỏi "ông nghĩ ở đây có nóng không?", Nghệ sĩ dương cầm Leopold Godowsky ở ghế bên liền trả lời: "Nơi này không dành cho nghệ sĩ dương cầm."